# Jour des martyrs (Inde)
Pour les articles homonymes, voir Jour des martyrs.
Le jour des martyrs en Inde ou journée des martyrs, en hindi : शहीद दिवस, aussi appelée au niveau national Sarvodaya ou Shaheed Diwas, est une journée proclamée en Inde pour honorer les martyrs reconnus de la nation. De nombreuses dates célébrent comme le Jour des Martyrs en Inde, les principales étant le 30 janvier et le 23 mars.

## Célébration nationale
Le jour des martyrs, le 30 janvier, est reconnu au niveau national pour commémorer l'assassinat du Mahatma Gandhi, en 1948, par Nathuram Godse.
Lors du jour des martyrs, le président, le vice-président, le premier ministre, le ministre de la défense, le chef d'état-major et les trois chefs d'état-major se rassemblent au Samadhi du mémorial de Raj Ghat et déposent des couronnes ornées de fleurs multicolores. Le personnel des forces armées joue du clairon pour sonner la sonnerie aux morts. Le contingent interarmées renverse les armes en signe de respect. Un silence de deux minutes à la mémoire des martyrs indiens est observé dans tout le pays à 11 heures. Les participants font des prières toutes religions confondues et chantent des hommages.
Le 23 mars est également reconnu au niveau national. Le 23 mars 1931, les trois combattants pour l'indépendance de l'Inde,  Bhagat Singh, Sukhdev Thapar (en) et Shivaram Rajguru (en) sont pendus par les Britanniques.

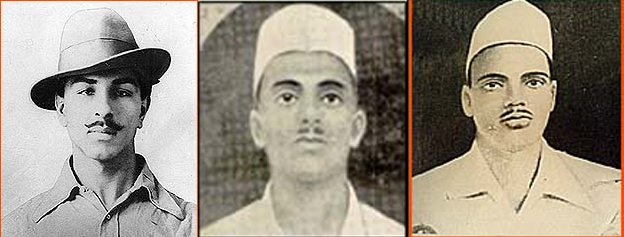
Portraits de Bhagat Singh, Sukhdev Thapar et Shivaram Rajguru, martyrs de l'Inde.

## Autres dates reconnues

### 15 février
En 2022, le gouvernement du Bihar reconnaît le 15 février comme journée des martyrs (Shahid Diwas) en mémoire des 34 combattants de la liberté tués par la police impériale indienne à Tarapur (en) lors de l'accueil du drapeau indien le 15 février 1932, date reconnue comme journée des martyrs,.

### 23 mars
Anniversaire de la mort de Bhagat Singh, Sukhdev Thapar (en) et Shivaram Rajguru (en), le 23 mars 1931 à Lahore
,,.

### 19 mai
Le 19 mai est reconnu comme Bhasha Shahid Divas, en français : Journée des martyrs de la langue dans la vallée de Barak (en), en reconnaissance de la mort d'onze personnes tuées lors du mouvement pour la langue bengali (en). Ce mouvement, qui s'est déroulé dans la vallée de Barak, dans l'État d'Assam, visait à protester contre la décision du gouvernement de l'Assam de faire de l'assamais la seule langue officielle de l'État, alors qu'une proportion importante de la population était constituée de Bengalis. Dans la vallée de Barak, la population de langue Sylheti constitue la majorité de la population. Le principal incident, au cours duquel 11 personnes ont été tuées par la police de l'État, a eu lieu le 19 mai 1961 à la gare de Silchar (en).

### 21 octobre
Le 21 octobre est la journée des martyrs de la police (ou journée de commémoration de la police), observée par les services de police dans tout le pays. À cette date, en 1958, une patrouille de la Central Reserve Police Force à la frontière indo-tibétaine au Ladakh tombe dans une embuscade tendue par les forces chinoises, dans le cadre du conflit frontalier sino-indien.

### 17 novembre

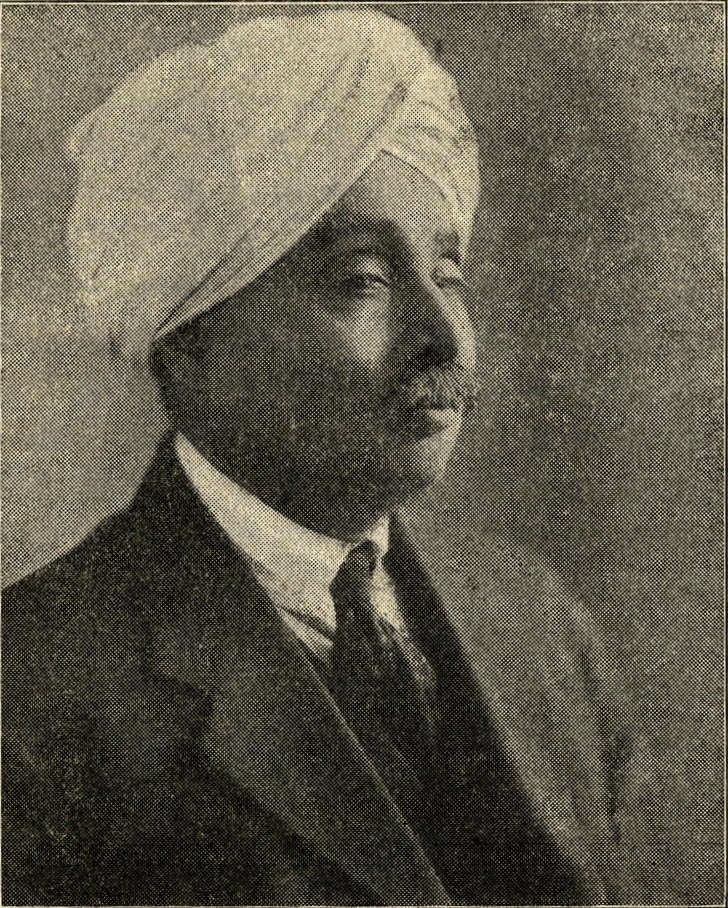
Lala Lajpat Rai.

L'Odisha célèbre, le 17 novembre, l'anniversaire de la mort de Lala Lajpat Rai (1864-1927), le « Lion du Pendjab », chef de file de la lutte indienne pour la liberté contre le Raj britannique.

### 19 novembre
L'anniversaire de Lakshmî Bâî, née le 19 novembre 1828, reine de l'État princier de Jhansi sous domination marathi, est célébré comme la journée des martyrs dans la région, en hommage à ceux qui ont donné leur vie lors de la rébellion indienne de 1857, dont elle était l'une des figures de proue.

### 24 novembre
L'anniversaire de la mort du neuvième gourou sikh Tegh Bahadur, exécuté par l'empereur moghol Aurangzeb le 24 novembre 1674, est célébré en tant que journée des martyrs.